# Route 104 (Nouvelle-Écosse)
Pour les articles homonymes, voir Route 104.
La route 104 est une route du nord de la Nouvelle-Écosse. Elle fait partie de la route Transcanadienne sur la majeure partie de son parcours. Avec sa longueur totale de319,4 km (198,5 mi), elle est la plus longue autoroute de la Nouvelle-Écosse. La route 104 adopte plusieurs formes, une autoroute, une autoroute à une seule chaussée et une route de transit avec deux voies et intersections à niveaux.

## Description du tracé
La route 104 est séparée en 2 sections distinctes:

### Nouveau-Brunswick - Port Hastings

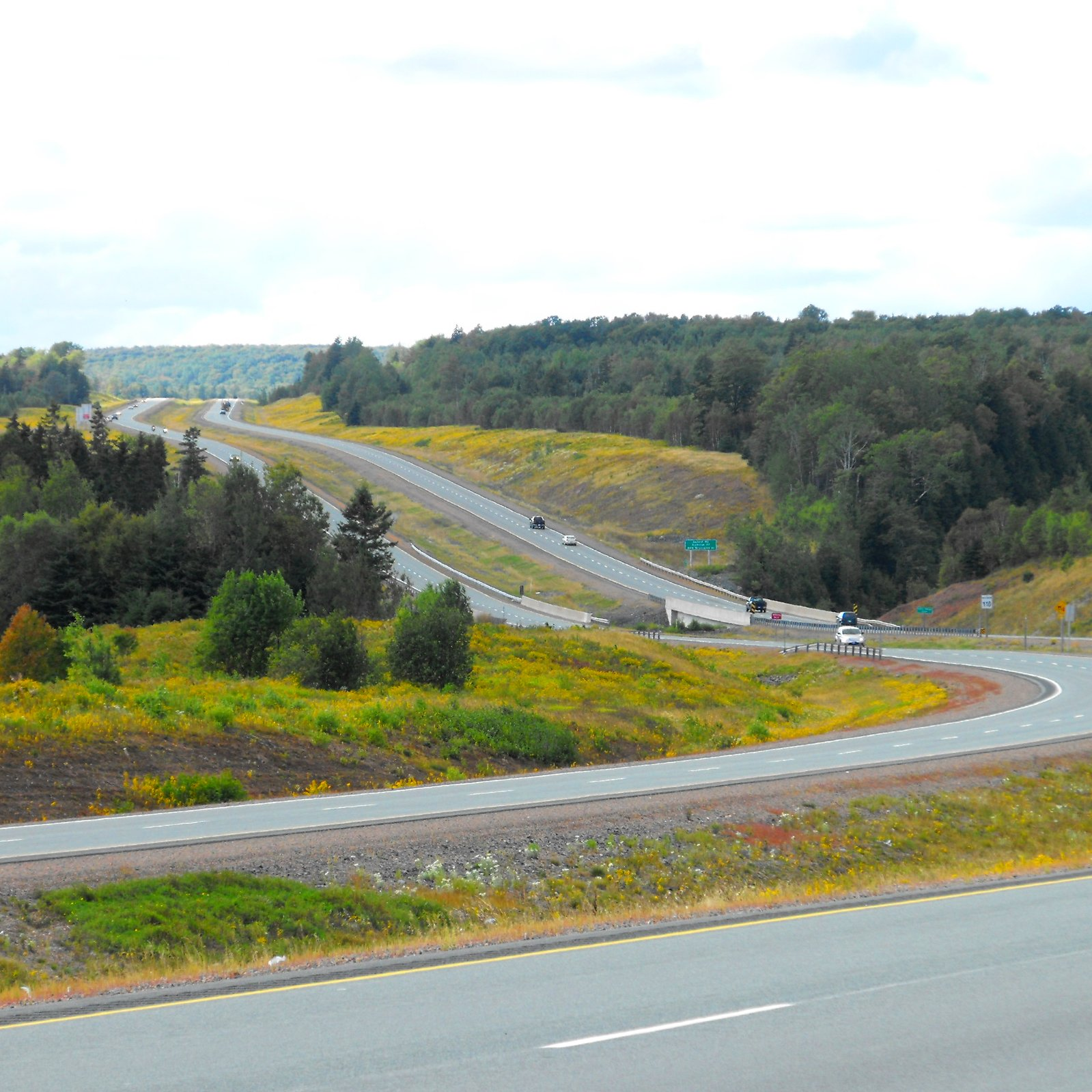
La route 104 au kilomètre 76, dans les montagnes Cobequid

Cette section de la route 104, la section principale, fait partie de la route transcanadienne et l'une des routes les plus importantes de la Nouvelle-Écosse. Elle commence sous forme d'autoroute à quatre voies à la frontière avec le Nouveau-Brunswick en étant la continuité de la route 2 du Nouveau-Brunswick. Elle se dirige vers le sud-est et contourne la ville d'Amherst par le sud-ouest. Du kilomètre 29 au kilomètre 48, elle adopte une orientation est-ouest et passe tout près d'Oxford. Au kilomètre 48, elle bifurque vers le sud-est pour franchir les montagnes Cobequid. La section de la route comprise entre les kilomètres 48 et 83 est une autoroute à péage nommée Cobequid Pass. La station de péage est située entre les kilomètres 72 et 73.
Au kilomètres 83, elle se réoriente vers le nord-est ce jusqu'à Havre-Boucher aux environs du kilomètre 262. Elle croise la route 102 en direction d'Halifax à Truro et la route 106, le second bras de la route Transcanadienne menant à l'Île-du-Prince-Édouard, à New Glasgow. Au kilomètre 180, à Priestville, elle passe d'une autoroute à quatre voies, à une route de transit à deux voies avec des intersections à niveau. Au kilomètre 205, elle devient une "Super-2", une autoroute à une seule chaussée et deux voies. Du kilomètre 218 au kilomètre 228, elle contourne la ville d'Antigonish par le sud sous forme d'autoroute à quatre voies. Entre le kilomètre 228 et Port Hastings, au kilomètres 276, elle alterne entre une Super-2, une route de transit et une route locale. Elle traverse le Détroit de Canso sur le Canso Causeway pour atteindre Port Hastings, sur l'Île du Cap-Breton. Au nord du détroit, la route 104 rencontre la route 105 et la route transcanadienne suit désormais cette dernière en direction de Sydney. La route poursuit vers Port Hawkesbury.

### Port Hawkesbury et St-Peter's
La seconde section de la route 104 est une route à accès contrôlée avec quelques intersections à niveau et ne fait pas partie de la route transcanadienne. Cette section commence au nord-est de Port Hawkesbury, sur la Route 4, à environ 8 km (5 mi) de la section principale. Elle se dirige vers l'est sur 37 km (23 mi) en passant à proximité d'Evanston et de Louisdale avant de terminer sa course sur la Route 4 à Saint-Pierre en direction de Sydney.

## Liste des sorties
| Comté                                                                          | Ville                          | km                                           | Sortie                                                                        | Destinations | Notes |
| ------------------------------------------------------------------------------ | ------------------------------ | -------------------------------------------- | ----------------------------------------------------------------------------- | --- | --- |
| Cumberland                                                                     | Fort Lawrence                  | 0,00                                         | —                                                                             | Route 2 ouest – Moncton | Continue au Nouveau-Brunswick |
| Cumberland                                                                     | Fort Lawrence                  | 0,00                                         | Traverse la rivière Mésagouèche                                               | | |
| Cumberland                                                                     | Fort Lawrence                  | 0,70                                         | 1                                                                             | Route 2 (Laplanche Street) vers Route 6 – Amherst, Fort Lawrence                                                                                                   | Fort Lawrence indiqué en direction ouest seulement |
| Cumberland                                                                     | Amherst                        | 5,20                                         | 3                                                                             | Route 6 est (Victoria Street) – Amherst, Tatamagouche | Terminus ouest de la Route 6 |
| Cumberland                                                                     | Amherst                        | 8,70                                         | 4                                                                             | Route 2 – Amherst, Springhill, Parrsbore | Parrsboro indiqué en direction est seulement |
| Cumberland                                                                     |                                | 29,40                                        | 5                                                                             | Route 142 sud – Springhill, Parrsbore | Terminus nord de la Route 142 |
| Cumberland                                                                     | Oxford                         | 39,70                                        | 6                                                                             | Route 321 vers Route 204 – Oxford, Pugwash, River Philip | |
| Cumberland                                                                     |                                | 48,50                                        | 7                                                                             | Route 4 est (Thomson Road) – Mohoney's Corner, Wentworth, Folly Lake                                                                                               | Terminus ouest de la Route 4; terminus ouest de la Cobequid Pass; Thomson Road indiqué en direction ouest, Mahoney's Corner, Wentworth et Folly Lake indiqués en direction est                             |
| Cumberland                                                                     | 59,20                          | 8                                            | Wentworth-Collingwood Road vers Route 4 – Westchester Station                 | | |
| Colchester                                                                     |                                | 72,60                                        | Poste de péage de Cobequid Pass                                               | Poste de péage de Cobequid Pass | Poste de péage de Cobequid Pass |
| Colchester                                                                     | 83,30                          | 10                                           | Vers Route 2 / Route 4 – Great Village, Bass River, Londonderry               | Terminus est de la Cobequid Pass; | |
| Colchester                                                                     | 89,00                          | 11                                           | Route 4 vers Route 2– Glenholme, Economy, Five Islands, Folly Lake, Wentworth | Glenholme, Economy et Five Islands indiqués en direction est, Folly Lake et Wentworth indiqués en direction ouest                                                  | |
| Colchester                                                                     | Masstown                       | 92,40                                        | 12                                                                            | Route 2 / Route 4 – Masstown, Glenholme, Lower Debert | |
| Colchester                                                                     |                                | 97,60                                        | 13                                                                            | Debert, Lower Onslow | Lower Onslow indiqué en direction ouest seulement |
| Colchester                                                                     | Onslow                         | 106,30                                       | 15                                                                            | Route 102 sud – Truro, Halifax | Terminus nord de la Route 102; sortie 15 de la Route 102 |
| Colchester                                                                     | Valley                         | 115,60                                       | 17                                                                            | Vers Route 311 – Bible Hill, Tatamagouche | Sortie direction est, entrée direction ouest |
| Colchester                                                                     | Valley                         | 116,20                                       | 17                                                                            | Vers Route 311 – Bible Hill, Tatamagouche, Valley | Sortie direction ouest, entrée direction est |
| Colchester                                                                     |                                | 125,50                                       | 18                                                                            | Stevens Cross Road – Kemptown, Riversdale | Kemptown indiqué en direction est seulement |
| Pictou                                                                         |                                | 132,70                                       | 18A                                                                           | Route 4 – Mount Thom | |
| Pictou                                                                         | Salt Springs                   | 146,30                                       | 19                                                                            | Vers Route 4 / Route 376 – Salt Springs, West River, Durham | |
| Pictou                                                                         |                                | 154,90                                       | 20                                                                            | Vers Route 4 – Pleasant Valley, Greenhill, Union Center | |
| Pictou                                                                         | Westville                      | 159,20                                       | 21                                                                            | Route 4 vers Route 289 / Cowan Street – Alma, Westville | |
| Pictou                                                                         |                                | 160,80                                       | 22                                                                            | Route 106 nord – Pictou, Traversier vers l'Île-du-Prince-Édouard                                                                                                   | Terminus sud de la Route 106; sortie 1 de la Route 106 |
| Pictou                                                                         | Limite New Glasgow– Stellarton | 163,80                                       | 23                                                                            | Route 289 – New Glasgow, Westville, Trenton | |
| Pictou                                                                         | Limite New Glasgow– Stellarton | 165,00                                       | 24                                                                            | Route 374 – New Glasgow, Stellarton, Trenton | |
| Pictou                                                                         | Limite New Glasgow– Stellarton | 165,70                                       | Traverse la East River of Pictou                                              | Traverse la East River of Pictou | Traverse la East River of Pictou |
| Pictou                                                                         | Limite New Glasgow– Stellarton | 166,20                                       | 25                                                                            | Route 348 (East River Road) – New Glasgow, Stellarton, Trenton | Stellarton indiqué en direction ouest seulement |
| Pictou                                                                         |                                | 169,80                                       | 26                                                                            | Route 347 vers Route 4 – Thorburn, Sherbrooke | |
| Pictou                                                                         | Sutherlands River              | 177,20                                       | 27                                                                            | Route 4 vers Route 245 – Merigomish, Pine Tree, Little Harbour | |
| Pictou                                                                         | Broadway                       | 189,60                                       | 28                                                                            | Route 4 – Broadway, Kenzieville, French River | Sortie direction est, entrée direction ouest |
| Pictou                                                                         | Barney's River Station         | 195,90                                       | 29                                                                            | Route 4 – Kenzieville, Barney's River Station, Marshy Hope | Marshy Hope indiqué en direction est seulement |
| Antigonish                                                                     | James River                    | 209,50                                       | 30                                                                            | Beaver Meadow Road vers Route 4 – James River, Marshy Hope | Marshy Hope indiqué en direction ouest seulement |
| Antigonish                                                                     | Addington Forks                | 218,70                                       | 31                                                                            | Route 4 – Addington Forks, Antigonish, Brierly Brook | |
| Antigonish                                                                     | Antigonish                     | 221,00                                       | 32                                                                            | Route 7 vers Route 4 / Route 245 / Route 337 – Antigonish, Eastern Shore                                                                                           | |
| Antigonish                                                                     | Antigonish                     | 223,40                                       | 33                                                                            | Vers Route 4 – Antigonish, Beach Hill | |
| Antigonish                                                                     | Lower South River              | 228,90                                       | 35                                                                            | Vers Route 4 / Route 316 / Taylors Road – Lower South River, Pomquet                                                                                               | |
| Antigonish                                                                     |                                | 232,00                                       | Fin de la section autoroutière                                                | Fin de la section autoroutière | Fin de la section autoroutière |
| Antigonish                                                                     |                                | 236,10                                       | 35B                                                                           | Pomquet Monks Head Road / Pomquet River Road – Pomquet, Saint Andrews                                                                                              | Intersection à niveau |
| Antigonish                                                                     | Heatherthon                    | 238,10                                       | 36                                                                            | Bayfield, Heatherthon | Intersection à niveau |
| Antigonish                                                                     | Heatherthon                    | 239,30                                       | 36A                                                                           | Route 4 est | Intersection à niveau |
| Antigonish                                                                     | Heatherthon                    | 242,50                                       | 36B                                                                           | Vers Route 4 – Nation Mi'kmaw de Paqtnkek, Tracadie, Afton | |
| Antigonish                                                                     | Monaestery                     | 251,10                                       | 37                                                                            | Route 4 vers Route 16 sud – Monaestery, Guysborough, Tracadie | |
| Antigonish                                                                     |                                | 261,20                                       | 38                                                                            | Vers Route 4 – Havre-Boucher, Frankville | Sortie direction est, entrée direction ouest |
| Antigonish                                                                     | 262,50                         | Sortie direction ouest, entrée direction est | 38                                                                            | Vers Route 4 – Havre-Boucher, Frankville | |
| Antigonish                                                                     | Aulds Cove                     | 269,40                                       | 39                                                                            | Route 4 ouest – Havre-Boucher | Terminus ouest du multiplex avec la Route 4; intersection à niveau |
| Antigonish                                                                     | Aulds Cove                     | 270,70                                       | 40                                                                            | Route 344 sud – Mulgrave, Saint-Francis-Harbour, Boylston | Terminus nord de la Route 344; Saint-Francis-Harbour indiqué en direction est; Boylston indiqué en direction ouest; intersection à niveau                                                                  |
| Détroit de Canso                                                               | Détroit de Canso               | 272,00                                       | Chaussée de Canso                                                             | Chaussée de Canso | Chaussée de Canso |
| Détroit de Canso                                                               | Détroit de Canso               | 273,40                                       | Chaussée de Canso                                                             | Chaussée de Canso | Chaussée de Canso |
| Inverness                                                                      | Port Hastings                  | 274,10                                       | 41                                                                            | Route 105 est – Chéticamp, Baddeck, Sydney Route 4 est vers Route 104 – Port Hawkesbury, Saint-Pierre, Sydney Route 19 nord – Inverness, Port Hood, Margaree Forks | Carrefour giratoire; sortie 1 de la Route 105; terminus ouest de la Route 105; la route transcanadienne transfère sur la Route 105; terminus sud de la Route 19; terminus est du multiplex avec la Route 4 |
| Tronçon manquant de 7,9 km (4,9 mi)                                            |                                |                                              |                                                                               | | |
| Inverness                                                                      | Port Hawkesbury                | 282,10                                       | 43                                                                            | Route 4 – Cleveland, Lower River Inhabitants, Chaussée de Canso | La Route 104 reprend avec le bouclier standard (indiqué ) |
| Richmond                                                                       | Lower River Inhabitants        | 291,80                                       | 44                                                                            | Cleveland, Lower River Inhabitants, Port Malcolm | Intersection à niveau |
| Richmond                                                                       | Evanston                       | 293,60                                       | 45                                                                            | Evanston, Whiteside | Intersection à niveau |
| Richmond                                                                       | Louisdale                      | 304,70                                       | 46                                                                            | Route 320 sud vers Route 206 – Louisdale, Arichat, Grand Anse | Grand Anse indiqué en direction est seulement |
| Richmond                                                                       | Cannes                         | 315,20                                       | 47                                                                            | Sporting Mountain Road – River Bourgeois, Cannes | |
| Richmond                                                                       | River Tillard                  | 319,40                                       | 48                                                                            | Route 4 – River Bourgeois, Saint-Pierre, Sydney | La Route 104 est devient la Route 4 est |
| - Terminus de multiplex - Accès incomplet - Accès payant - Transition de route |                                |                                              |                                                                               | | |